# Lichenomorphus
Lichenomorphus is een geslacht van rechtvleugeligen uit de familie sabelsprinkhanen (Tettigoniidae). De wetenschappelijke naam van dit geslacht is voor het eerst geldig gepubliceerd in 2011 door Cadena-Castañeda.

## Soorten
Het geslacht Lichenomorphus omvat de volgende soorten:
- Lichenomorphus berezini Gorochov, 2012
- Lichenomorphus carlosmendesi Piza, 1950
- Lichenomorphus fuscifrons Brunner von Wattenwyl, 1878
- Lichenomorphus montealegrezi Cadena-Castañeda, 2011
- Lichenomorphus nigriventer Piza, 1981
- Lichenomorphus nigrosignatus Costa Lima & Guitton, 1960
- Lichenomorphus ocraceithorax Piza, 1951
- Lichenomorphus oscari Gorochov, 2012
- Lichenomorphus paulistanus Costa Lima & Guitton, 1960
- Lichenomorphus punctifrons Brunner von Wattenwyl, 1878
- Lichenomorphus sinyaevi Gorochov, 2012
- Lichenomorphus ypsilon Piza, 1951